# Scherbenparadies: Ein Sektenroman
Scherbenparadies: Ein Sektenroman (englischer Originaltitel I Am Not Esther) ist ein Jugendroman der neuseeländischen Schriftstellerin Fleur Beale, der im Jahr 1998 beim Verlag Longacre Press veröffentlicht wurde. Die deutsche Erstausgabe in der Übersetzung von Cornelia Stoll erschien 2008 beim Arena Verlag.

## Inhalt
Die 14-jährige Kirby wohnt mit ihrer Mutter in Auckland. Wie aus dem Nichts verkündet diese ihrer Tochter zu Weihnachten, dass sie ihre Stelle im Krankenhaus kündigen und für eine Flüchtlingsorganisation in Afrika arbeiten werde. Während dieser Zeit soll Kirby bei ihrem – ihr bis dahin unbekannten – Onkel Caleb und seiner Familie wohnen. Wie sich herausstellt, gehört die Familie Pilgrim zu einer christlich-religiösen Sekte, die jeglichen modernen Komfort wie Fernsehen und Radio, aber auch Zeitungen, Spiegel und Bücher – mit Ausnahme der Bibel – ablehnt. Anstatt ihres bisherigen Namens wird Kirby von ihrer neuen Familie Esther genannt. Zudem muss sie einfachste Kleidung, einen fest geflochtenen Zopf sowie in der Öffentlichkeit ein Kopftuch tragen. Wenn Esther gegen die strengen Regeln und Überzeugungen der Sekte verstößt, wird sie in die sogenannte Disziplinkammer geschickt, um dort Bibelverse auswendig zu lernen. Ihre Cousins und Cousinen leiden offenbar ebenfalls unter dem strengen Regiment ihres Vaters: So möchte der älteste Sohn Daniel eigentlich gerne aufs College und Medizin studieren und die 16-jährige Cousine Miriam wurde überhaupt verstoßen, weil sie es gewagt hatte, Bilder zu malen. Während ihres Martyriums versucht Kirby ständig, Kontakt zu ihrer Mutter aufzunehmen, doch Onkel Caleb weigert sich, ihren Aufenthaltsort bekannt zu geben. Als sich Daniel schließlich vor versammelter Gemeinde weigert, ein ihm zugedachtes Mädchen zu heiraten, wird er geschlagen und gemeinsam mit Kirby entkommen die beiden der Sekte und landen mit Hilfe der Schulpsychologin Mrs Fletcher bei einem weiteren Onkel Kirbys, bei dem mittlerweile auch schon die verstoßene Miriam lebt. Dort lernt sie ihren Bruder Rory kennen, den Kirbys Mutter mit 16 Jahren bekommen hatte. Und sie erfährt noch einiges mehr über ihre Mutter, die als Mädchen selbst in derselben religiösen Sekte gelebt hatte und so wie Miriam und Daniel verstoßen worden war. Und schließlich auch noch, wo sich Kirbys Mutter in der Zwischenzeit tatsächlich befunden hatte: Die Flüchtlingsarbeit in Afrika war nämlich lediglich ein frei erfundener Vorwand gewesen.

## Hintergrund
Fleur Beale war ursprünglich Lehrerin. Die Idee zu diesem Roman geht auf einen Schüler zurück, der geschlagen und von zu Hause rausgeworfen worden war, weil er gegen die religiösen Überzeugungen seiner Familie verstoßen hatte.

## Rezeption
Die Buchkritikerin Lorraine Orman schreibt in ihrer Rezension: „An der Oberfläche dieses packenden Psycho-Thrillers geht es um den Kampf eines Mädchens gegen grausame Bigotterie, aber auf einer anderen Ebene geht es um die Bedeutung der eigenen Identität. Fleur Beale nimmt sich in ihren Jugendromanen sperrige Themen vor wie elterliche Konflikte, Herkunft der Familie, Freundschaften und Verantwortung in der Familie.“ Penguin Books New Zealand schreibt über I Am Not Esther: „Dieser fesselnde Jugendthriller ist in ein Klassiker und Bestseller, der seit über 20 Jahren in Druck ist und von einem Teenager handelt, der in eine religiöse Sekte gerät.“ In Library Media Connection schreibt Judith Beavers: „Beale hat eine dicht gewobene, rasante und befriedigende Geschichte geschrieben, in der alle Handlungsstränge am Ende zusammengeführt werden. Dieser Roman wird nicht lange im Regal stehen bleiben. Empfehlung.“

## Auszeichnungen
1999 wurde I Am Not Esther als NZ Post Honor Book ausgezeichnet.

## Referenzen
Scherbenparadies: Ein Sektenroman ist in dem literarischen Nachschlagewerk 1001 Kinder- und Jugendbücher – Lies uns, bevor Du erwachsen bist! für die Altersstufe 12+ Jahre enthalten.

## Ausgaben
- I Am Not Esther. Longacre Press, New Zealand 1998 (englisch).
- Scherbenparadies: Ein Sektenroman. Arena, 2008.